# Berwyn (Alberta)
Berwyn è un villaggio del Canada, situato nella regione settentrionale dell'Alberta.